# Battlefield (cântec)
„Battlefield” este un cântec al interpretei americane Jordin Sparks. Piesa a fost lansată ca cel de-al cincilea disc single al artistei, fiind inclus pe albumul cu același nume. „Battelfield” a debutat în top 40 în regiuni ca Noua Zeelandă, Canada sau Statele Unite ale Americii.

## Clasamente
| Clasament                 | Poziția maximă | Referință |
| ------------------------- | -------------- | --------- |
| Australia Singles Chart   | 4              | [ 2 ]     |
| Bulgaria Singles Chart    | 3              | [ 2 ]     |
| Canadian Hot 100          | 5              | [ 2 ]     |
| Croatia Singles Chart     | 10             | [ 3 ]     |
| Philippines Singles Chart | 4              | [ 4 ]     |
| Ireland Singles Chart     | 9              | [ 2 ]     |
| Lebanon Singles Chart     | 14             | [ 5 ]     |
| New Zealand Singles Chart | 3              | [ 2 ]     |
| UK Singles Chart          | 11             | [ 2 ]     |
| U.S. Billboard Hot 100    | 10             | [ 2 ]     |